# 錢嘉猷
錢嘉猷（1500年—？），字敬承，湖廣鎮遠衛官籍，貴州鎮遠府人，明朝政治人物。

## 生平
嘉靖二十二年（1543年）癸卯科貴州鄉試第三名舉人。嘉靖二十三年（1544年）聯捷甲辰科會試第二百九十六名，登第二甲第五十名進士。官戶部員外郎。累官雲南永昌軍民府知府。

## 家族
曾祖錢安；祖父錢寧，明威將軍；父錢山，封懷遠將軍。母許氏（封淑人）。严侍下。